# Cangzhou Mighty Lions FC
Der Cangzhou Mighty Lions Football Club (vereinfachtes Chinesisch: 沧州雄狮; traditionelles Chinesisch: 滄州雄獅; Pinyin: Cāngzhōu Xióngshī) ist ein Fußballverein, der an der China League One unter Lizenz des chinesischen Fußballverbandes (CFA) teilnimmt. Das Team hat seinen Sitz in Cangzhou in der Provinz Hebei. Gegründet wurde der Verein ursprünglich in Xiamen im Jahr 2011. Ihr Mehrheitsaktionär ist Yongchang Real Estate, die 70 % der Anteile am Klub halten.

## Geschichte
Der Verein wurde am 25. Februar 2011 gegründet, als die Smart Hero International Trading Limited (骏 豪 投资 &), Xiamen Dongyuhang Import & Export Co., Ltd. (厦门 东屿 行 进出口 有限公司), HS Sheng Industrial Co., Ltd. (协 协 晟 工贸 and) und Shengxin Metal Products Co., Ltd. (金盛鑫 金属) und investierten 10 Millionen Renminbi in den Klub. Der Name des Clubs wurde in Fujian Smart Hero geändert. Sie wechselten vom Stadion des Xiamen Sports Center in das Longyan Sports Center und ernannten Zhao Tuqiang zum ersten Trainer. Bei ihrer Debütsaison spielten sie in der drittklassigen League Two der Liga 2011, wo ihre Heimtrikots gelbe Oberteile und schwarze Shorts waren. Fujian gelang in seiner ersten Saison bereits der Aufstieg in die China League One Division 2012. Das entscheidende Playoff gewann Fujian in einem Elfmeterschießen mit 6:5 gegen Guizhou Zhicheng.
In der China-League-One-Saison 2012 wurde Xu Hui als neuer Trainer ernannt und führte den Verein auf den dritten Platz. Yongchang Real Estate (chinesisch: 永昌 地产 集团) sich für das Team kaufte am 18. Januar 2013 kauften 70 % der Anteile des Clubs. Der Verein zog daraufhin nach Shijiazhuang, Hauptstadt der Provinz Hebei, änderte die Vereinsfarben in Blau und den Namen der Mannschaften in Shijiazhuang Yongchang Junhao, FC (Chinesisch: 石家庄 永昌 骏 豪 足球 俱乐部) und zog ins Yutong International Sports Center. Am 27. Dezember 2013 kaufte Yongchang Real Estate die restlichen 30 % des Vereins und änderte am 24. Februar 2014 den Namen in Shijiazhuang Yongchang, FC (Chinesisch: 石家庄 永昌 足球 俱乐部). In der Liga-Saison 2014 gelang Shijiazhuang Yongchang zum ersten Mal in ihrer Geschichte den Aufstieg in die oberste Liga, die Chinese Super League, als sie Vizemeister ihrer Division wurden. Der erste Akt des Klubs in der ersten Liga bestand darin, seinen Namen in Shijiazhuang Ever Bright FC zu ändern. In der Saison 2015 konnte das Team den siebten Platz in der Super League erreichen und war damit weit von den Abstiegsrängen entfernt. In der folgenden Saison 2016 stieg der Verein allerdings wieder in die zweite Liga ab, nachdem man den letzten Tabellenplatz belegte.
Anfang 2021 benannte sich der Klub in Cangzhou Mighty Lions FC um. Er zog zudem in die Stadt Cangzhou um.

## Namenshistorie
- 2011–12: Fujian Smart Hero (福建骏豪)
- 2013: Shijiazhuang Yongchang Junhao (石家庄永昌骏豪)
- 2014: Shijiazhuang Yongchang (石家庄永昌)
- 2015–2021: Shijiazhuang Ever Bright (石家庄永昌)
- Seit 2021: Cangzhou Mighty Lions (沧州雄狮)

## Platzierungen
| Saison   | 2011 | 2012 | 2013 | 2014 | 2015 | 2016 | 2017 | 2018 | 2019 | 2020 |
| -------- | ---- | ---- | ---- | ---- | ---- | ---- | ---- | ---- | ---- | ---- |
| Liga     | 3    | 2    | 2    | 2    | 1    | 1    | 2    | 2    | 2    | 1    |
| Position | 3    | 3    | 8    | 2    | 7    | 16   | 3    | 6    | 2    | 16   |